# Vincenzo Diglio
Vincenzo Diglio (Bari, 1º marzo 1968) è un attore e regista teatrale italiano.

## Carriera
Diplomatosi presso il Laboratorio di esercitazioni sceniche diretto da Gigi Proietti nel 1990, intraprende subito la carriera televisiva interpretando ruoli, da protagonista e non, in molte fiction italiane.
Il debutto televisivo avviene con I ragazzi del muretto dove interpreta il personaggio di Cristian nelle tre stagioni (1991, 1993, 1996). Successivamente Per amore o per amicizia, I mafiosi, Cronaca nera (serie televisiva), Incantesimo, Ricominciare, Una donna per amico, Vento di ponente. Contemporaneamente non abbandona la sua grande passione, il teatro. Inizialmente recita al fianco di numerosi artisti tra cui Milva, Ric e Gian, Renato Carpentieri, Enrico Beruschi, con il quale instaura una lunga collaborazione. In seguito comincia ad appassionarsi anche alla regia divenendo prima aiuto-regista, poi regista e docente di teatro e recitazione presso molte scuole per professionisti e istituti (scuole, carceri, strutture che si occupano del sociale). Attraverso nuovi approcci didattici ottiene un importante riscontro sia a livello nazionale che europeo. Nel 2011/2012 dirige il Corso di formazione professionale per attori teatrali  "Chi è di scena"  presso la Casa internazionale delle donne a Roma in via della Lungara.

## Filmografia

### Cinema
- Matrimoni, regia di Cristina Comencini (1998)
- La donna del delitto, regia di Corrado Colombo (2000)
- Nuovomondo, regia di Emanuele Crialese (2006)

### Televisione
- I ragazzi del muretto, regia di Tomaso Sherman, Nini Salerno, Rodolfo Roberti, Paolo Poeti (1991)
- Per amore o per amicizia, regia di Paolo Poeti (1993)
- I mafiosi, regia di Tomaso Sherman (1993)
- I ragazzi del muretto 2, regia di Ruggero Deodato e Lodovico Gasparini (1993)
- I ragazzi del muretto 3, regia di Gianluigi Calderone e Gianfrancesco Lazotti (1996)
- Cronaca nera (serie televisiva), regia di Gianluigi Calderone (1998)
- Incantesimo, regia di Tomaso Sherman e Alessandro Cane (1999)
- Ricominciare, regia di Vincenzo Verdecchi (2000)
- Una donna per amico 3, regia di Alberto Manni (2001)
- Vento di ponente, regia di Gianni Lepre e Alberto Manni (2002)
- Un posto al sole - Soap opera (2009)

## Teatro

### Attore
- Il desiderio preso per la coda[1], di Pablo Picasso, regia di Gigi Proietti, Valter Lupo (1990)
- Lulù[1], di Frank Wedekind, regia di Mario Missiroli (regista) (1991)
- Carne di struzzo[1], testo e regia di Adriano Vianello (1994)
- Amici…[1] di Stefano Antonelli, regia di Maurizio Panici (1994)
- La presidentessa[1] di Maurice Hennequin e Pierre Veber, regia di Fernando Balestra (1999)
- Casa di bambola[1] di Henrik Ibsen, regia di Fernando Balestra (1999)
- Il contratto[1] di Francis Veber, regia di Carlo Alighiero (2000)
- Ora è possibile spegnere il computer[1], testo e regia di Sergio Cosentino (2000–2002)
- Pigiama per 6[1] di Marc Camoletti, adattamento di Enrico Vaime; regia di Beppe Recchia (2003–2004)
- Come un cane, la noia di franz, di Nicola Eboli (2008)

### Regia
- Come un cane, la noia di Franz di Nicola Eboli (2008)
- Esigenze... di Gerry Gherardi (2010)
- Dietro le quinte di Massimiliano Bracciali (2012)
- 6 ragazze per me (2012)
- Pensione Miramare (2013)
- Barbone???!!! (2013)